# Gymnochaetopsis fulvicauda
Gymnochaetopsis fulvicauda là một loài ruồi trong họ Tachinidae.